# The Strangers: Capitolo 1
The Strangers: Capitolo 1 (The Strangers: Chapter 1) è un film del 2024 diretto da Renny Harlin.
La pellicola funge come primo film di una trilogia che sarà sequel standalone del film del 2008 The Strangers ed è il terzo titolo dell'omonima serie di film.

## Trama
Maya e il fidanzato Ryan attraversano gli Stati Uniti per cominciare una nuova vita nel Nord-ovest Pacifico. Quando la loro macchina si guasta a Venus, Oregon, i due sono costretti a trascorre la notte in un isolato Airbnb e durante la notte vengono aggrediti da tre sadici criminali mascherati.

## Produzione
Nell'agosto 2022 Roy Lee ha annunciato le riprese consequenziali di una nuova trilogia ispirata a The Strangers. Nell'autunno successivo Madelaine Petsch, Froy Gutierrez, Gabriel Basso e Rachel Shenton si sono uniti al cast.
Le riprese principali si sono svolte a Bratislava tra il settembre e il novembre 2022.

## Promozione
Il primo trailer del film è stato diffuso il 1º marzo 2024.

## Distribuzione
Il film è stato distribuito nelle sale nordamericane il 17 maggio 2024.
In Italia è stato distribuito il 28 novembre.

## Accoglienza

### Incassi
Il film ha incassato 35202562 $ in Nordamerica e 12963886 $ nel resto del mondo, per un totale di 48166448 $.

### Critica
Su Rotten Tomatoes solo il 21% delle 106 recensioni è positivo, su Metacritic il voto medio di 22 recensioni è di 43/100.

## Sequel
L'uscita in sala di The Strangers - Capitolo 2 è prevista per il 25 settembre 2025, mentre per The Strangers: Capitolo 3 non è ancora stata annunciata.